# Диас Аморин, Риналдо Луис
Риналдо Луи́с Диас Аморин (порт.-браз. Rinaldo Luís Dias Amorim; 19 февраля 1941, по другим данным — 1939, Журема — 4 апреля 2023, Кабу-ди-Санту-Агостинью) — бразильский футболист, полузащитник. 

## Карьера
Риналдо — воспитанник клуба «Санта-Круз». В 1962 году он перешёл в «Ауту», а затем играл в «Трези». В том же году полузащитник стал игроком «Наутико». С этим клубом он дважды выиграл чемпионат штата Пернамбуку. В апреле 1964 года Риналдо стал игроком «Палмейраса». 11 апреля он дебютировал в составе команды в матче с «Сантосом» (1:2). 23 апреля полузащитник забил первый мяч за клуб, поразив ворота «Сан-Паулу». В 1966 году Риналдо помог клубу выиграть турнир Рио-Сан-Паулу, а год спустя чемпионат штата Сан-Паулу. В 1967 году футболист завоевал Кубок Роберто Гомеса Педрозы, где он забил 10 голов в 20 матчах, и Чашу Бразилии. В том же году он перешёл во «Флуминенсе», будучи вытесненным из состава перуанцем Альберто Гальярдо. За клуб футболист провёл 23 матча (12 побед, 2 ничьи и 9 поражений) и забил 12 голов. На следующий сезон он возвратился в «Палмейрас», где 26 мая 1968 года провёл последний матч за клуб, котором «Вердао» обыграл «Сан-Паулу» со счётом 1:0. Всего за «Палмейрас» он сыграл 165 матчей (96 побед, 34 ничьи и 35 поражений) и забил 58 голов, по другим данным — 166 матчей (96 побед, 35 ничьих и 35 поражений) и забил 61 гол. Затем Риналдо играл за «Коритибу», с которой выиграл в 1969 году чемпионат штата Парана. Затем он играл за «Ботафого» из Жуан-Песоа, клуб «Марилия», за «Гарсу», «Бандейранте» и «Униан Барбаренси».
В составе сборной Бразилии Риналдо дебютировал 30 мая 1964 года на Кубке наций в матче с Англией. В этой же встрече он забил два гола, а его команда победила 5:1. На том же турнире полузащитник провёл все три игры, а его команда заняла второе место. После этого, Риналдо ещё год не выступал за сборную страны. Лишь 2 июня 1965 года он сыграл свой четвёртый матч за национальную команду, в котором поразил ворота сборной Бельгии. 7 сентября того же года полузащитник был в составе сборной, которая в рамках торжественного открытия стадиона Минейран играла с Уругваем. На 27 минуте он забил первый во встрече гол, а сборная Бразилии обыграла Уругвай со счётом 3:0. В 1966 году Риналдо был в числе 47 игроков-кандидатов на поездку на чемпионат мира. Он даже провёл один из предтурнирных товарищеских матчей, где забил гол в ворота Чили. Но в окончательный список футболист не попал, а вместо него на турнир поехал Парана. Всего за сборную страны Риналдо провёл 12 матчей и забил 5 голов.
В 1997 году Риналдо был тренером клуба «Трези». Он работал санитарным инспектором, а последние годы он жил в городе Карпина, где работал рентгенологом и специалистом по гипсам в местной больнице. В 2017 году Риналдо получил титул «Почётного жителя города Карпина». В конце жизни он страдал от анемии. В феврале 2023 года бывшего футболиста госпитализировали в больницу Элдер Камара в Кабу-ди-Санту-Агостинью. А в марте он прошёл процедуру трахеостомии. 4 апреля Риналдо умер. Поминки прошли в мэрии города Карпина, а его тело было захоронено на кладбище Сан-Себастьян.

## Международная статистика
| Матчи Риналдо за сборную Бразилии | Матчи Риналдо за сборную Бразилии | Матчи Риналдо за сборную Бразилии | Матчи Риналдо за сборную Бразилии | Матчи Риналдо за сборную Бразилии | Матчи Риналдо за сборную Бразилии | Матчи Риналдо за сборную Бразилии |
| --------------------------------- | --------------------------------- | --------------------------------- | --------------------------------- | --------------------------------- | --------------------------------- | --------------------------------- |
| №                                 | Дата                              | Место проведения                  | Оппонент                          | Счёт                              | Голы                              | Турнир                            |
| 1                                 | 30 мая 1964                       | Рио-де-Жанейро                    | Англия                            | 5:1                               | 2                                 | Кубок наций                       |
| 2                                 | 3 июня 1964                       | Сан-Паулу                         | Аргентина                         | 0:3                               | —                                 | Кубок наций                       |
| 3                                 | 7 июня 1964                       | Рио-де-Жанейро                    | Португалия                        | 4:1                               | —                                 | Кубок наций                       |
| 4                                 | 2 июня 1965                       | Рио-де-Жанейро                    | Бельгия                           | 5:0                               | 1                                 | Товарищеский матч                 |
| 5                                 | 6 июня 1965                       | Рио-де-Жанейро                    | ФРГ                               | 2:0                               | —                                 | Товарищеский матч                 |
| 6                                 | 9 июня 1965                       | Рио-де-Жанейро                    | Аргентина                         | 0:0                               | —                                 | Товарищеский матч                 |
| 7                                 | 17 июня 1965                      | Оран                              | Алжир                             | 3:0                               | —                                 | Товарищеский матч                 |
| 8                                 | 24 июня 1965                      | Порту                             | Португалия                        | 0:0                               | —                                 | Товарищеский матч                 |
| 9                                 | 7 сентября 1965                   | Белу-Оризонти                     | Уругвай                           | 3:0                               | 1                                 | Товарищеский матч                 |
| 10                                | 1 мая 1966                        | Рио-де-Жанейро                    | Сб. штата Риу-Гранди-ду-Сул       | 2:0                               | —                                 | Товарищеский матч                 |
| 11                                | 15 мая 1966                       | Сан-Паулу                         | Чили                              | 1:1                               | 1                                 | Товарищеский матч                 |
| 12                                | 19 сентября 1967                  | Сантьяго                          | Чили                              | 1:0                               | —                                 | Товарищеский матч                 |

11 игр в официальных встречах и 5 голов, 1 игра — неофициальная

## Достижения
- Чемпион штата Пернамбуку: 1960, 1963
- Чемпион турнира Рио-Сан-Паулу: 1965
- Чемпион штата Сан-Паулу: 1966
- Обладатель Кубка Роберто Гомеса Педрозы: 1967
- Обладатель Чаши Бразилии: 1967
- Чемпион штата Парана: 1969

## Личная жизнь
Риналдо был женат. У него двое детей и трое внуков.